# Жень-шень (альбом)
Жень-шень — восьмой музыкальный альбом, записанный рок-группой «Пикник» в 1996 году. Этот альбом очень схож с «Вампирскими песнями», но оказался гораздо популярнее. «Жень-Шень», так же, как и предыдущий альбом, открывает слушателю новый, параллельный мир. Теперь «Пикник» пел не только в жанре арт-рока, но и нью-вейв.

## Список композиций
| №  | Название                | Длительность |
| -- | ----------------------- | ------------ |
| 1. | «Немое кино»            | 3:35         |
| 2. | «Скользить по земле»    | 4:55         |
| 3. | «Под звездою под одной» | 4:04         |
| 4. | «Упругие их имена»      | 3:56         |
| 5. | «Танцующие на свечах»   | 6:43         |
| 6. | «Шаги короля»           | 6:05         |
| 7. | «Смутные дни»           | 3:57         |
| 8. | «Песня без слов»        | 8:15         |

## Участники записи
- Эдмунд Шклярский — музыка, слова, все гитары, вокал, автор всей музыки
- Александр Рокин — бас-гитара, бэк-вокал
- Леонид Кирнос — ударные, перкуссия, бубен
- Сергей Воронин — все клавишные инструменты, аранжировки

- Цифровой ремастеринг: «Saturday Mastering Studio» А. Субботин
- Компьютерная графика: Баскет (дизайн-группа «Союз»)